# Circonscription de Leku
La circonscription de Leku est une des 121 circonscriptions législatives de l'État fédéré des nations, nationalités et peuples du Sud, elle se situe dans la Zone Sidama. Sa représentante actuelle est Amarech Adola Orrissa.